# Siphonognathus beddomei
Siphonognathus beddomei és una espècie de peix pertanyent a la família dels odàcids.

## Descripció
- Pot arribar a fer 12 cm de llargària màxima.[6][7]

## Hàbitat
És un peix marí, demersal i de clima subtropical (32°S-45°S) que viu entre 1 i 20 m de fondària.

## Distribució geogràfica
Es troba a l'Índic oriental: el sud d'Austràlia (des de Perth -Austràlia Occidental- fins a Wilsons Promontory -Victòria-, incloent-hi Tasmània).

## Observacions
És inofensiu per als humans.